# 김진옥 (다이빙 선수)
김진옥(1990년 9월 15일~)은 조선민주주의인민공화국의 다이빙 선수로, 2008년과 2012년 하계 올림픽에 참가했다.